# 諸燮
諸燮（1503年—1546年），字子相，号理斋，浙江餘姚縣東山鄉石山里諸氏後宅（今屬泗門鎮鎮南村）人，軍籍，明朝政治人物。

## 生平
嘉靖十三年（1534年）甲午科浙江鄉試第五十九名。嘉靖十四年（1535年）登會試第三名，第二甲第八十八名進士。历仕兵部主事（嘉靖十七年），曾镇守山海关，“忠贞为国”。因触怒寻访边关的宦官，贬官作茶陵州同知，未赴任，南归後居住在钱塘，榜曰梅隐。逾年，量移潮州府通判，遷邵武府同知，主政期间因流惠于民而得好评。丁憂离职。精于理学。
辞官回乡后，在余姚泗门沙堰头筑一书屋，称作“东山别业”，讲学著述研读于此。所受教的弟子逾百人。有开化县学生来请他传授经学于其邑，六月坐船返回，经过严陵時，濯足滩上，溺死。葬钱塘石屋山。

## 家族
曾祖諸端；祖父諸澄；父諸鼎，母陳氏。具庆下。弟諸奕。

## 著作
- 《新编通鉴集要》 初刻二十八卷
- 《新镌通鉴集要》、《新镌通鉴会纂》等 十卷本
- 《（新刻）陈眉公订正通纪会纂》
- 《理斋文稿》
- 《易经新说》